# Unione Islamica del Jihad
L'Unione Islamica del Jihad (IJU; in arabo اتحاد الجهاد الإسلامي‎?, Ittiḥad al-Jihad al-Islāmī) è un'organizzazione militante Islamista fondata nel 2002 come una ramificazione del Movimento Islamico dell'Uzbekistan (IMU). Con il quartier generale posizionato nel Waziristan del Nord, una regione montagnosa nel nord-ovest del Pakistan, confinante Afghanistan, il gruppo è stato affiliato sia con Al Qaida che con i Talebani.
Sotto il suo nome originale Gruppo della Jihad Islamica (IJG; in arabo Jama'at al-Jihad al-Islāmī‎?), il gruppo ha condotto vari attacchi in Uzbekistan. Nel 2007, i piani per un attacco di massa includente bombe, conosciuto come"Sauerland terror cell", fu scoperto dalle autorità di sicurezza tedesche. negli anni a seguire, il gruppo si concentrò nell'attaccare le forze armate Pakistane nelle zone tribali, oltre alle forze NATO e Afghane in Afghanistan.
Le reclute sono prevalentemente Turchi sia dalla Turchia che dalle comunità turche nell'Europa Occidentale, ma anche europei convertiti all'Islam, in particolare nei paesi di lingua tedesca.